# Ensemble Roma
L'Ensemble tzigane de chants et de danses Roma (Cygański Zespół Pieśni i Tańca „Roma”) est un groupe de musique et de danse présentant le folklore rom traditionnel de la Pologne. Le groupe a probablement été formé en 1948. Le créateur et premier directeur de la Roma était Nano Senior Madziarowicz.

## Histoire du groupe pendant la période communiste
En 1969, le groupe dépendait d'Estrada Poznańska. Le siège du groupe était à Cracovie. Dans l'équipe ont chanté et dansé parmi d'autres : l'épouse du réalisateur Rais et sa fille. Le groupe comprenait les Roms de Zabrze - Fuńka Kazimierow, Cindy I Kropela et son frère Zdzisław de Gryfino, ainsi que la famille Stefanowicz : Petro, Pomarańcz et des parents de Cracovie, ainsi qu'un violoniste de la famille de la famille Czurej - Miklosz Czureja (senior). Jan Madziarowicz jouait de l'accordéon, des Polonais jouaient aux claviers et de la basse. Dans le groupe chantait également une Polonaise nommée Andrea. Des liens existaient avec le directeur du théâtre juif de Varsovie, Szymon Szurmiej. De nombreux concerts du groupe Roma ont eu lieu dans ce théâtre.
En 1971, le groupe fut officiellement affilié à Estrada Poznańska. Władysław Iszkiewicz en devint le directeur et le directeur artistique. Leopold Kozłowski-Kleinman devient pour un temps directeur musical du groupe. Le groupe se produit avec succès en Pologne et à l'étranger (en RDA, à Paris, au Canada et aux États-Unis) jusqu'en 1978, date à laquelle, après une tournée en Suède, la quasi-totalité du groupe décide de ne pas retourner dans le pays. Le seul musicien du groupe à revenir dans le pays était Miklosz Czureja (senior). Le groupe a publié au moins deux albums au cours de cette période.
En 1984, Eugenia Skrzypińska a reconstitué une équipe avec son fils, en se basant sur un groupe de gitans de Wrocław. Le groupe s'est d'abord produit sous le nom de Romandia sous l'égide de l'agence artistique Impart de Wrocław, pour revenir après quelques mois sous les ailes d'Estrada Poznańska, où il reprit son ancien nom. Le groupe s'élargit pour inclure un groupe de danseurs et de violonistes de l'ancien groupe qui avaient décidé de retourner en Pologne. Le nouveau groupe Roma reçoit plus de considérations artistiques professionnels que l'ancien. Des chorégraphes et musiciens professionnels coopérèrent avec le groupe. Des costumes furent cousus par le Grand Théâtre de Varsovie. Le groupe s'est produit dans de nombreux pays du monde, y compris aux États-Unis. Il a également participé à la production de films et de programmes de divertissement à la télévision polonaise, et participèrent au film Les Eaux printanières. 

## La période actuelle
En 1991, le groupe se sépare à nouveau. Certains artistes partent à l'étranger et d'autres créent leurs propres groupes ou commencent leur carrière en solo. À cette époque, Bogdan Trojanek et son groupe, Terne Roma, dont certains membres sont issus du groupe Roma, entame leur carrière. Le groupe Don Vasyl et Gypsy Stars fait également référence aux traditions de l'ensemble Roma.
Aux alentours de 1995, un ancien membre du groupe Roma, Cezary Majewski,fonde à Włocławek, un ensemble qui porte le nom initial "Ensemble tzigane de chants et de danses Roma. L'équipe est affiliée à l'Association internationale des artistes roms "Roma" en Pologne. Son directeur artistique est Cezary Majewski qui a enregistré le nom de son groupe et se considère comme le seul héritier légitime de l'ancien groupe du même nom.